# 机场区
机场区（俄語：район Аэропорт）是莫斯科北行政区的一区，面积4.58平方公里，人口81,833人。它是已废弃的伏龙芝中央机场所在地。边界沿列宁格勒大道、新巴希洛夫卡街、上马斯洛夫卡街、三月八日街、波罗的海舰队水兵街和莫斯科铁路里加方向沿伸。